# Эрлах (Берн)
Эрлах (нем. Erlach BE) — коммуна в Швейцарии, окружной центр, находится в кантоне Берн. 
Входит в состав округа Эрлах. Население составляет 1143 человека (на 31 декабря 2006 года). Официальный код — 0492.